# الجربوب (لودر )

تعديل مصدري - تعديل

الجربوب هي إحدى قرى عزلة زارة بمديرية لودر التابعة لمحافظة أبين، بلغ تعداد سكانها 261 نسمة حسب تعداد اليمن لعام 2004.